# Lex Norrmalm
Bei der Lex Norrmalm aus dem Jahr 1953 handelte es sich um ein schwedisches Enteignungsgesetz, das für die Sanierung von Norrmalm (Norrmalmsregleringen) des innerstädtischen Stadtviertels Nedre Norrmalm von Stockholm maßgeschneidert war.
Durch die Deklarierung großer zusammenhängender Flächen, die im Besitz verschiedener Parzelleneigentümer standen, als Bauverbots- und Expropriationsszone kam es zur Verslumung und Entwertung der betroffenen Parzellen, die später, neu gruppiert, durch große Neubauten von Finanz- und Handelskonzernen auf modernisierter Infrastruktur wieder eine Aufwertung erfuhren. Nach dem führenden schwedischen Juristen Jacob W.F. Sundberg hatte das Gesetz generell eine preisdrückende und verunsichernde Wirkung auf den schwedischen Immobilienmarkt.
Als das Problem von zwei der betroffenen Grundstückseignern vor den Europäischen Gerichtshof in Straßburg gebracht wurde, zog die schwedische Regierung die Lex Norrmalm 1979 zurück. Der Gerichtshof entschied in der Folge in der Sache Sporrong und Lönnroth gegen den Staat Schweden am 23. September 1982 beziehungsweise am 18. Dezember 1984 im Sinne der Kläger. Diese erhielten eine Abfindung von 800.000 beziehungsweise 200.000 SEK, außerdem wurden ihnen die Gerichtskosten erstattet.